# Ataenius glaseri
Ataenius glaseri är en skalbaggsart som beskrevs av Cartwright 1974. Ataenius glaseri ingår i släktet Ataenius och familjen Aphodiidae. Inga underarter finns listade.